# Алоїз Осінський
Алоїз Осінський (пол. Aloiz чи Aloizy Osiński; 4 березня 1770 — 10 червня 1842, Олика, нині смт Ківерцівського району Волинської області, Україна) — римо-католицький священник (ксьондз), піяр, польський педагог, філолог, лексикограф, дослідник старопольської писемності. Луцький єпископ-суфраган.

## Життєпис
За одними даними, народився в Холмі, за іншими — у Холмській землі. Батько — збіднілий шляхтич Ян Осінський, працював у м. Ополе садівником княгині, краківської каштелянової Зофії Любомирської. Мати — дружина батька Барбара Марковська.
У 1786 році вступив до ордену піярів.
Якийсь час викладав у м. Ломжа, де одним з його учнів був Ігнатій Данилович. У 1806—1824 роках — викладач польської мови та літератури у Вищій Волинській гімназії та Волинському ліцеї у Крем'янці. У 1816 році став парохом у Дубні. З 1824 року проживав та працював у Вільно. 22 вересня 1831 року став ксьондзом-інфулятом в м. Олика, але у зв'язку з повстанням прибув до міста 24 вересня 1832 року. Наприкінці 1833 року отримав призначення на посаду ректора Віленської римо-католицької духовної семінарії, яку урочисто відкрив 11 лютого 1834 року. Через погане здоров'я подав у відставку з посади 7 січня 1839 року.
Написав «Міфологічний словник» у трьох томах (1806—1812). У рукописі залишився 14-томний фразеологічний словник «Багатства польської мови», окремі уривки з якого друкували в 1818 та 1835 роках.